# Laura Mas
Laura Mas (Las Palmas de Gran Canaria, 1989) es una periodista y escritora española.

## Trayectoria
Mas obtuvo su licenciatura en Periodismo en la Universidad Autónoma de Barcelona (UAB) en 2012 y, después de completar su formación académica, comenzó su carrera en el mundo de la comunicación y el periodismo cultural.
Empezó a colaborar con medios de comunicación como Onda Cero, Radio Nacional de España (RNE) o la cadena COPE. En estas emisoras, compartió sus conocimientos sobre arte, literatura y música. Además de su trabajo en la radio, Mas ha colaborado en prensa escrita, para revistas como Vanity Fair, Qué Leer, o Historia National Geographic, la revista de divulgación histórica de National Geographic.
Ha combinado su carrera periodística con el desarrollo de su faceta literaria. En 2020, publicó su primera novela, titulada La maestra de Sócrates con la editorial Espasa y cuya protagonista es Diotima de Mantinea, sacerdotisa que aparece en el banquete de Platón y que pudo haber inspirado el concepto de amor platónico. Esta obra, por la que estuvo nominada en la categoría «Mejor autor novel» de los XI Premios de Literatura Histórica Hislibris, ha sido valorada por su capacidad para transportar a quien la lee a la antigua Grecia, donde se desarrolla la historia. En su segunda novela, Olimpia: La mujer que desafió a todo un reino para que su hijo Alejandro Magno alcanzase la gloria, publicada en 2022 y ambientada en el siglo IV a. C. en la antigua Macedonia, Mas recupera a otra figura femenina de la Historia: Olimpia, madre de Alejandro Magno, y persona clave en la formación del que sería rey de Macedonia.
Además de su trabajo en el periodismo y la escritura, Mas se ha destacado como gestora cultural en los últimos años. Esta faceta de su carrera la ha llevado a participar activamente en la organización y promoción de eventos culturales, exposiciones y actividades que fomentan el acceso y la apreciación de la cultura.

## Obra
- 2020 – La maestra de Sócrates. Editorial Espasa. ISBN 978-8467057720.
- 2022 – Olimpia: La mujer que desafió a todo un reino para que su hijo Alejandro Magno alcanzase la gloria. Editorial España. ISBN 978-8467063639.

## Reconocimientos
Por su primera novela, titulada La maestra de Sócrates, Mas estuvo nominada en la categoría «Mejor autor novel» de los XI Premios de Literatura Histórica Hislibris. Además, su segunda novela, Olimpia, estuvo también nominada en la categoría «Mejor autor español» de la XIII edición de los Premios de Literatura Histórica Hislibris. Además, fue finalista del Premio Espartaco, organizado por la Semana Negra de Gijón, a la mejor novela histórica en español publicada en 2022.